# Ghulam Noor Rabbani Khar
Ghulam Noor Rabbani Khar (* 1947 oder 1948; † 24. Januar 2022 in Lahore) war ein pakistanischer Politiker.
Er wurde 1990 und 1997 für die Stadt Muzaffargarh in die Nationalversammlung gewählt. Vorher war er 1985 und 1988 in die Versammlung von Punjab gewählt worden. Dort war er von 1988 bis 1990 Minister der Provinzregierung unter Nawaz Sharif. Im Jahre 2002 durfte er für die Nationalversammlung nicht mehr kandidieren, weil ihm nach einer Gesetzesänderung der erforderliche Schulabschluss fehlte.
Ghulam Noor Rabbani Khar besaß große Ländereien in der Punjab-Provinz. Schon sein Vater Mohammed Yar Khar und sein Großvater Malik Gulam waren reiche Großgrundbesitzer. Die Familie gehört zum Stamm der Kharral.
Er ist der Vater der pakistanischen Außenministerin Hina Rabbani Khar und der jüngere Bruder von Ghulam Mustafa Khar.